# المرابی
المرابی (به عربی: المرابی) یک منطقهٔ مسکونی در عربستان سعودی است که در استان جازان واقع شده‌است.